# Изола ди Боргоново (Ђенова)
Изола ди Боргоново је насеље у Италији у округу Ђенова, региону Лигурија.
Према процени из 2011. у насељу је живело 76 становника. Насеље се налази на надморској висини од 235 м.